# Medárd
A Medárd a germán Machthard név latin Medardus formájából ered, jelentése: hatalom + erős, merész. 
Női párja: Medárda.

## Gyakorisága
Az 1990-es években szórványos név, a 2000-es években nem szerepel a 100 leggyakoribb férfinév között.

## Névnapok
- június 8.[1]

A néphagyomány szerint, ha ezen a napon esik, csapadékos, ha nem esik az eső, száraz nyár következik.

## Híres Medárdok
- Szent Medárd (6. század), a Noyoni egyházmegye püspöke volt, az időjárás védőszentje.